# Tatjana Lolowa

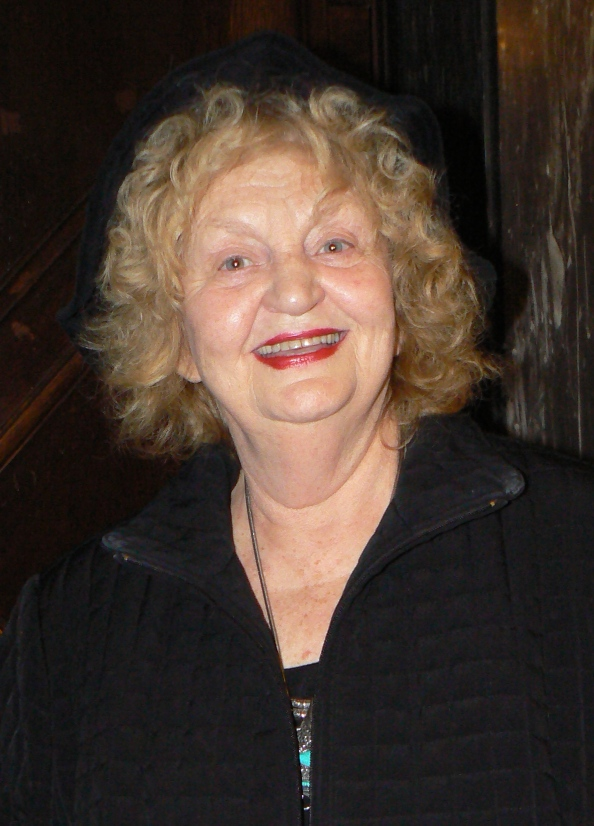
Tatjana Lolowa (2010)

Tatjana Lolowa (bulgarisch Татяна Лолова, Tatyana Lolova; * 10. Februar 1934 in Sofia; † 22. März 2021 ebenda) war eine bulgarische Schauspielerin. Sie wurde besonders durch ihre Rollen in Komödien bekannt.

## Leben
Lolowas Mutter war russisch-ukrainischer Abstammung. Ihr Vater war Buchhalter. Lolowa schrieb sich an der Krastyo Sarafov Nationalakademie für Theater und Filmkunst ein und graduierte im Jahre 1955. Danach trat sie zunächst im russischen Theater auf, bis sie 1956 zur Truppe des neugegründeten Satyre-Theaters „Aleko Konstantinov“ in Sofia wechselte.
Sie starb an Komplikationen nach einer COVID-19-Erkrankung im Pirogow-Krankenhaus Sofia.

## Filmografie (Auswahl)
- 1964: Neveroyatna istoriya (bulgarisch Невероятна история)
- 1971: Goya
- 1973: Altweibersommer (Siromashko Lyato, bulgarisch Сиромашко лято)
- 1974: Posledniyat ergen (bulgarisch Последният ерген)
- 1976: Shturetz v uhoto (bulgarisch Щурец в ухото)
- 1977: Sterne in den Haaren, Tränen in den Augen (Zvezdi v kosite, salzi v ochite, bulgarisch Звезди в косите, сълзи в очите)
- 1978: Heiß, heißer … (Toplo, bulgarisch Топло)
- 1983: Bon shans, inspektore! (bulgarisch Бон шанс, инспекторе!)
- 1984: Opasen char (bulgarisch Опасен чар)
- 1987: Die 13. Braut des Prinzen (13ta godenitsa na printsa, bulgarisch 13та годеница на принца)
- 2014: Bulgarian Rhapsody